# أكيرا توشيما
أكيرا توشيما (باليابانية: 戸島 章) (مواليد 4 أكتوبر 1991)، هو لاعب كرة قدم ياباني سابق كان يلعب كمهاجم.

## وصلات خارجية
- أكيرا توشيما على موقع رابطة كرة القدم اليابانية للمحترفين (اليابانية)
- أكيرا توشيما على موقع قاعدة بيانات كرة القدم.إي يو (الإنجليزية)
- أكيرا توشيما على موقع Soccerway.com (الإنجليزية)
- أكيرا توشيما على موقع عالم كرة القدم.نت (الإنجليزية)